# Polímero biodegradable

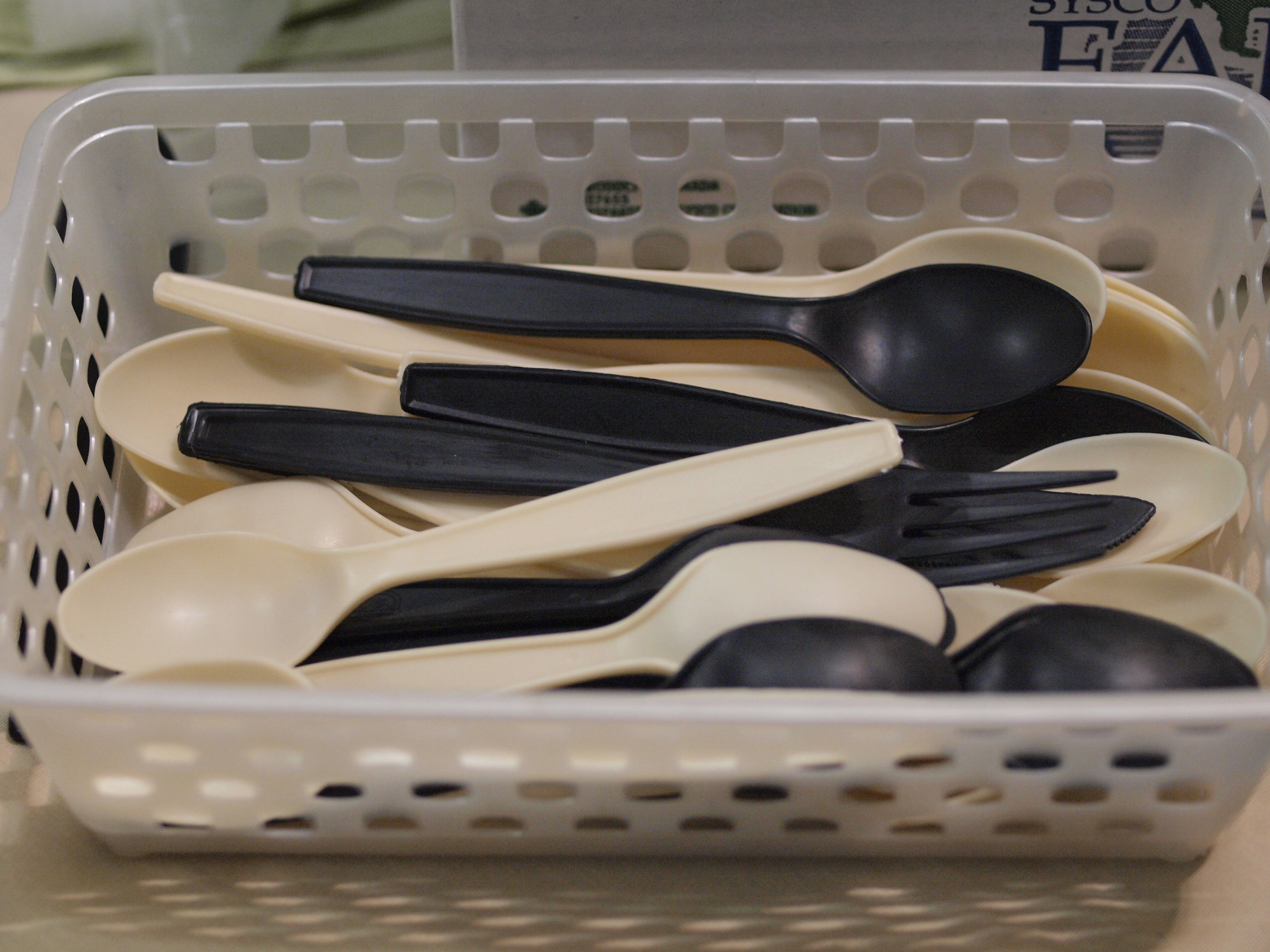
Ejemplo de cubertería hecha de plástico biodegradable

Los polímeros biodegradables son un tipo específico de polímero que se descompone después de cumplir su propósito para resultar en subproductos naturales como gases (CO2, N2), agua, biomasa, y sales inorgánicas. Estos polímeros se encuentra tanto naturalmente como fabricados sintéticamente , y en gran parte consisten de grupos funcionales de éster, amida, y éter. Sus propiedades y mecanismo de ruptura están determinados por su estructura exacta. Estos polímeros son a menudo sintetizados por reacciones de condensación, polimerización por apertura de anillo, y catálisis por metales. Existe una gran cantidad de ejemplos y aplicaciones de polímeros biodegradables.

## Historia
Los polímeros biodegradables tienen una larga historia y dado que muchos son productos naturales, no se puede rastrear con exactitud la línea de tiempo precisa de su descubrimiento y su uso. Uno de los primeros usos medicinales de un polímero biodegradable fue la sutura catgut, que se remonta a por lo menos 100 años D.C. Las primeras suturas del catgut fueron hechas de los intestinos de las ovejas, pero las suturas modernas del catgut se hacen del colágeno purificado extraído del intestino delgado del ganado, de las ovejas, o de las cabras.
El concepto de plásticos y polímeros sintéticos biodegradables fue introducido por primera vez en la década de 1980. En 1992, se convocó una reunión internacional donde los líderes en polímeros biodegradables se reunieron para discutir una definición, un estándar y un protocolo de prueba para los polímeros biodegradables. También se crearon organizaciones de supervisión como la Sociedad Americana para el Ensayo de Materiales (ASTM) y la Organización Internacional de Normas (ISO). Las grandes cadenas de ropa y tiendas de comestibles han estado empujando para utilizar bolsas biodegradables a finales de la década de 2010. Los polímeros biodegradables también captaron la atención de diversos campos en el 2012 cuando el profesor Geoffrey Coates, de la Universidad de Cornell, recibió el Premio del Desafío Presidencial de la Química Verde. A partir del 2013, un 5-10% del mercado de plásticos se enfocó en los plásticos derivados de polímeros biodegradables.

## Estructura y propiedades
Las estructuras de los polímeros biodegradables son parecidas en sus propiedades. Si bien hay innumerables polímeros biodegradables, tanto sintéticos como naturales, hay algunos puntos comunes entre ellos.

### Estructura
Los polímeros biodegradables normalmente consisten de enlaces de éster, amida, o éter. En general, los polímeros biodegradables se pueden clasificar en dos grandes grupos basados en su estructura y en su síntesis. Uno de estos grupos es el de los agro-polímeros, o los derivados de biomasa. El otro consiste en biopoliésteres, que son los derivados de microorganismos o sintéticamente hechos de monómeros naturales o sintéticos.

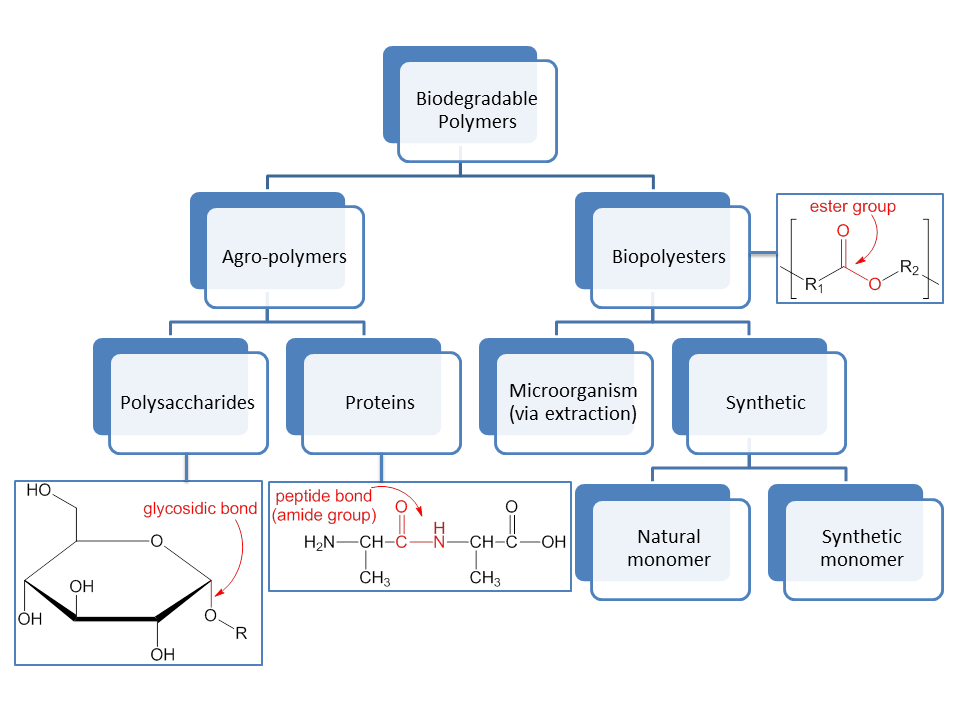
Organización de polímeros biodegradables basada en su estructura y ocurrencia.

Los agro-polímeros incluyen polisacáridos, como los almidones que se encuentran en las patatas o en la madera, y proteínas, como el suero de origen animal o el gluten derivado de las plantas. Los polisacáridos están conformados de enlaces glicosídicos, que toman un hemiacetal de un sacárido y lo unen a un alcohol a través de la pérdida de agua. Las proteínas están compuestas de aminoácidos, que contienen varios grupos funcionales. Estos aminoácidos se vuelven a unir por medio de reacciones de condensación para formar enlaces peptídicos, que consisten de grupos funcionales amida. Algunos ejemplos de biopoliésteres incluyen al polihidroxibutirato y al ácido poliláctico.

### Propiedades
Aunque los polímeros biodegradables tienen numerosas aplicaciones, hay propiedades que tienden a ser comunes entre ellos. Todos los polímeros biodegradables deben ser estables y suficientemente duraderos para ser usados en su aplicación particular, pero al ser eliminados deben romperse con facilidad. Los polímeros, específicamente los polímeros biodegradables, tienen estructuras de carbono extremadamente fuertes que son difíciles de romper, de tal manera que la degradación a menudo comienza a partir de los grupos terminales. Puesto que la degradación comienza en los extremos, es común tener un área de superficie elevada ya que permite un fácil acceso para el químico, la luz o el organismo. Los polímeros biodegradables también tienden a tener una ramificación de cadena mínima debido a que esta reticulación con frecuencia disminuye el número de grupos terminales por unidad de peso. La cristalinidad es a menudo baja, ya que también inhibe el acceso a los grupos terminales. Normalmente se observa un grado de polimerización bajo, como se indica en la parte superior, porque de este modo se permite mayor acceso a los grupos terminales para iniciar la reacción de degradación. Otra característica común de estos polímeros es su hidrofilia. Los polímeros hidrofóbicos y los grupos terminales evitarán que una enzima interactúe fácilmente si la enzima soluble en agua no se puede poner en contacto fácilmente con el polímero.
Otras propiedades comunes de los polímeros biodegradables en aquellos usados en medicina incluyen:
1. No-tóxico,
2. Capaz de mantener buena integridad mecánica hasta su degradación, y
3. Capaz de degradarse a velocidades controladas.[9]

Una meta es no provocar la respuesta inmune, además de que los productos de la degradación deben ser no tóxicos. Estas características son importantes debido a que los polímeros biodegradables se utilizan en la administración de medicamentos en los que es crítico dosificar lentamente el fármaco en el cuerpo conforme transcurre el tiempo en lugar de todo de una vez y que la píldora sea estable en el frasco hasta que esté listo para ser administrado. Los factores que controlan la velocidad de degradación incluyen: 1) porcentaje cristalinidad, 2) peso molecular, y 3) hidrofobicidad. La velocidad de degradación depende de la ubicación en el cuerpo, que influye en el entorno que rodea al polímero, como el pH, la concentración de enzimas y la cantidad de agua, entre otros. Estos se descomponen rápidamente.

## Síntesis
Uno de los grupos más importantes y estudiados de los polímeros biodegradables son los poliésteres. Los poliésteres se pueden sintetizar de varias maneras, incluyendo la condensación directa de alcoholes y ácidos, la polimerización por apertura de anillo (ROP), y las reacciones de polimerización catalizada por metales. Una gran desventaja de la polimerización escalonada por condensación de un ácido y un alcohol es la necesidad de eliminar continuamente el agua de este sistema con el fin de promover el equilibrio de la reacción. Esto puede requerir condiciones adversas y tiempos largos de reacción, dando como resultado una amplia dispersidad. Se puede utilizar una gran variedad de materiales iniciadores para sintetizar los poliésteres, y cada tipo de monómero dota a la cadena polimérica final con diferentes características y propiedades. La ROP del ácido glicólico o láctico dimérico cíclicos forma α-hidroxiácidos que luego se polimerizan en poli-(α-ésteres). Se pueden usar diferentes iniciadores organometálicos para empezar la polimerización de poliésteres, como los complejos de estaño, zinc y aluminio. El más común es el octanato de estaño (II) y que ha sido aprobado como aditivo alimentario por la FDA de los EE. UU., pero aún existen preocupaciones sobre el uso de los catalizadores de estaño en la síntesis de polímeros biodegradables para usos biomédicos. La síntesis de poli(β-ésteres) y poli(γ-ésteres) se puede llevar a cabo por ROP similar o por métodos de condensación como con los poli-(γ-ésteres). También se está explorando el desarrollo de un proceso libre de metales que implica el uso de catálisis bacteriana o enzimática en la formación de poliésteres. Estas reacciones tienen el beneficio de ser generalmente regioselectivas y estereoespecíficas pero padecen del alto coste de las bacterias y enzimas, de tiempos de reacción largos y productos de bajo peso molecular.

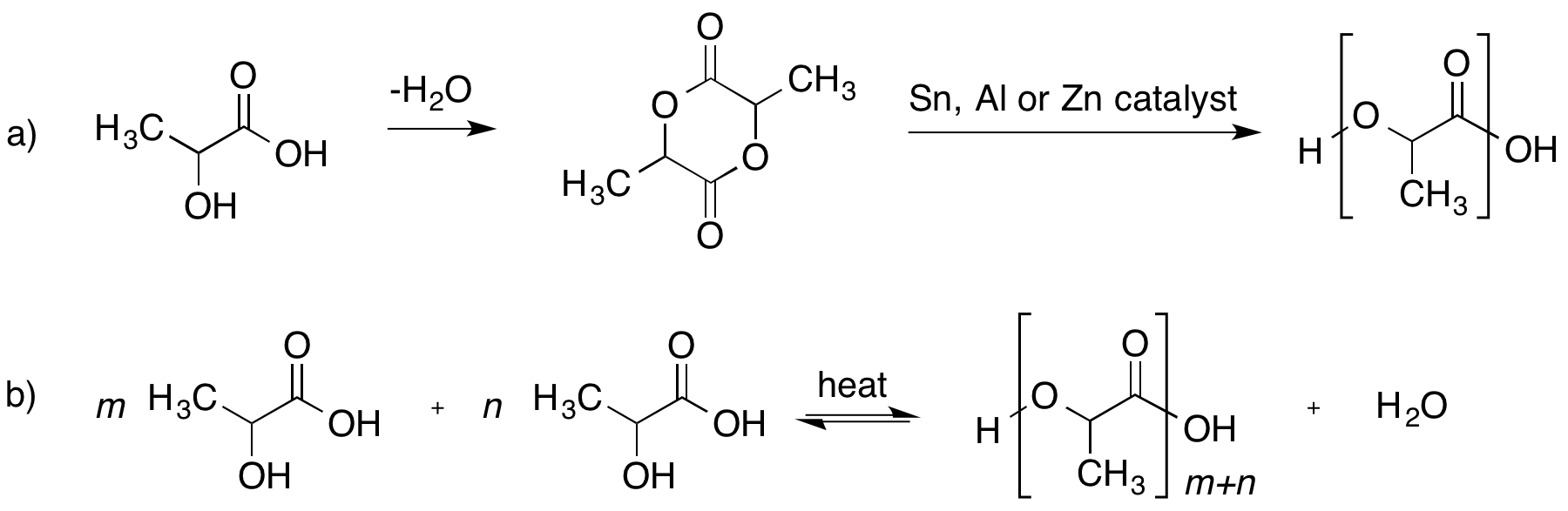
Ejemplo de rutas para la formación de poliéster usando ácido láctico. a) Condensación de ácido láctico en lactida dimérica seguida de polimerización por apertura de anillo para formar poli(ácido láctico); b) Condensación directa del ácido láctico, demostrando la necesidad de eliminar continuamente el agua del sistema para asegurar que la reacción siga desarrollándose.

Mientras que los poliésteres dominan la investigación y la industria se enfoca en los polímeros sintéticos biodegradables, también sobresalen otras clases de polímero. Los polianhídridos son un área activa de la investigación en la administración de fármacos porque sólo se degradan desde la superficie y por lo tanto son capaces de liberar el fármaco a una velocidad constante. Los polianhídridos se pueden fabricar a través de una diversidad de métodos usados también en la síntesis de otros polímeros, incluyendo la condensación, la deshidrocloración, el acoplamiento deshidratante y la ROP. Los poliuretanos y los poli(éster amida)s se usan en biomateriales. Los poliuretanos se utilizaron inicialmente por su biocompatibilidad, durabilidad, resistencia, pero más recientemente se están investigando por su biodegradabilidad. Los poliuretanos se sintetizan típicamente usando un diisocianato, un diol y un extensor de cadena de polímero. La reacción inicial se lleva a cabo entre el diisocianato y el diol, con el diisocianato en exceso para asegurar que los extremos de la nueva cadena polimérica sean grupos isocianato. Este polímero puede entonces hacerse reaccionar con un diol o una diamina para formar grupos terminales de uretano o uretano-urea, respectivamente. La elección de grupos terminales afecta las propiedades del polímero resultante. Adicionalmente, el uso de aceite vegetal y de biomasa en la formación de poliuretanos, así como la conversión de poliuretanos en polioles, es también un área activa de la investigación.

Síntesis de poliuretano a partir de un diisocianato y un diol. Para controlar este polímero, se pueden añadir extensores de cadena de dioles o de diaminas para adaptar las propiedades.

## Mecanismo de ruptura
En general, los polímeros biodegradables se descomponen para formar gases, sales y biomasa. Se dice que la biodegradación completa ocurre cuando no quedan oligómeros o monómeros. La ruptura de estos polímeros depende de diversos factores incluyendo el polímero y, también, el entorno en el que se encuentra el polímero. Las propiedades del polímero que influyen en la degradación son el tipo de enlace , la solubilidad, y los copolímeros entre otros. El ambiente circundante del polímero es tan importante como la propia estructura polimérica. Estos incluyen factores como el pH, la temperatura, los microorganismos presentes, y el agua por mencionar algunos ejemplos.
Existen dos mecanismos principales a través de los cuales puede ocurrir la biodegradación. Uno es a través de la descomposición física por medio de reacciones como la hidrólisis y la fotodegradación, lo cual puede conducir a una degradación parcial o completa. La segunda ruta mecanicista es a través de procesos biológicos que pueden a su vez dividirse en procesos aeróbicos y anaeróbicos. El primero implica la biodegradación aeróbica, donde el oxígeno está presente y es factor importante. En este caso, la ecuación general que se muestra a continuación, donde Cresidue representa fragmentos más pequeños del polímero inicial, tales como los oligómeros.

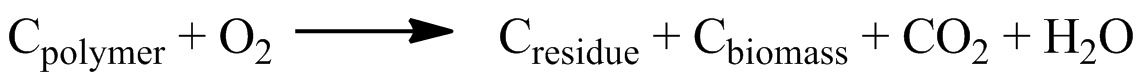
Ecuación general para la biodegradación aeróbica

El segundo mecanismo de biodegradación es por procesos anaeróbicos, donde no hay oxígeno presente.

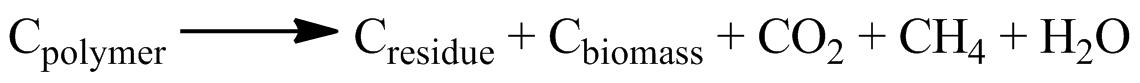
Ecuación general para la biodegradación anaeróbica

Hay varios organismos que tienen la capacidad de romper polímeros naturales. Existen también polímeros sintéticos que sólo han existido por cien años con características nuevas que los microorganismos no tienen la capacidad de descomponer. Tomará millones de años antes de que los organismos puedan adaptarse a degradar estos polímeros sintéticos nuevos. Normalmente, después de que los procesos físicos llevan a cabo la descomposición inicial del polímero, los microorganismos tomarán entonces lo que queda y degradarán los componentes en unidades aún más simples. Estos microorganismos normalmente toman fragmentos de polímero, como los oligómeros o monómeros, en la célula donde las enzimas trabajan para producir el trifosfato de adenosina (ATP) y productos de polímeros terminales, dióxido de carbono, nitrógeno, metano, agua, minerales, y biomasa. Estas enzimas actúan de diversas maneras para descomponer los polímeros por medio de la oxidación o la hidrólisis. Algunos ejemplos de enzimas clave incluyen proteasas, esterasas, glicosidasas, y manganeso peroxidasas.

## Aplicaciones y usos
Los polímeros biodegradables son de interés significativo para diversos campos incluyendo la medicina, la agricultura y el empaque. Una de las áreas más activas de investigación en los polímeros biodegradables es la dosificación y liberación controlada de fármacos.

### Médico
Los polímeros biodegradables tienen innumerables usos en el campo biomédico, particularmente en los campos de la ingeniería de tejidos y en la dosificación de fármacos. Para que un polímero biodegradable se utilice como terapéutico, debe cumplir con varios criterios: 1) ser no tóxico para eliminar la respuesta de cuerpo extraño; 2) el tiempo que tarda el polímero en degradarse debe ser proporcional al tiempo requerido para la terapia; 3) los productos resultantes de la biodegradación deben ser no citotóxicos y que sean rápidamente eliminados del cuerpo; 4) el material debe ser procesado fácilmente para adaptar las propiedades mecánicas a la tarea requerida; 5) ser fácilmente esterilizable; y 6) tener una vida útil aceptable.
Los polímeros biodegradables son de gran interés en los campos de la dosificación de fármacos y la nanomedicina. El gran beneficio de un sistema biodegradable de dosificación de fármacos es la capacidad de portar el fármaco para dirigir la liberación de su carga útil a un sitio específico en el cuerpo y luego degradarse en materiales no tóxicos que luego sean eliminados del cuerpo a través de las vías metabólicas naturales. El polímero se degrada lentamente en fragmentos más pequeños, liberando un producto natural y tiene capacidad controlada para dosificar un fármaco. El fármaco se administra lentamente a medida que el polímero se degrada. Por ejemplo, se han utilizado el ácido poliláctico, el ácido poli(láctico-co-glicólico) y la poli(caprolactona), todos biodegradables, para portar fármacos anti-cáncer. Encapsular el agente terapéutico en un polímero y añadirle agentes de dirección disminuye la toxicidad del fármaco en células sanas.

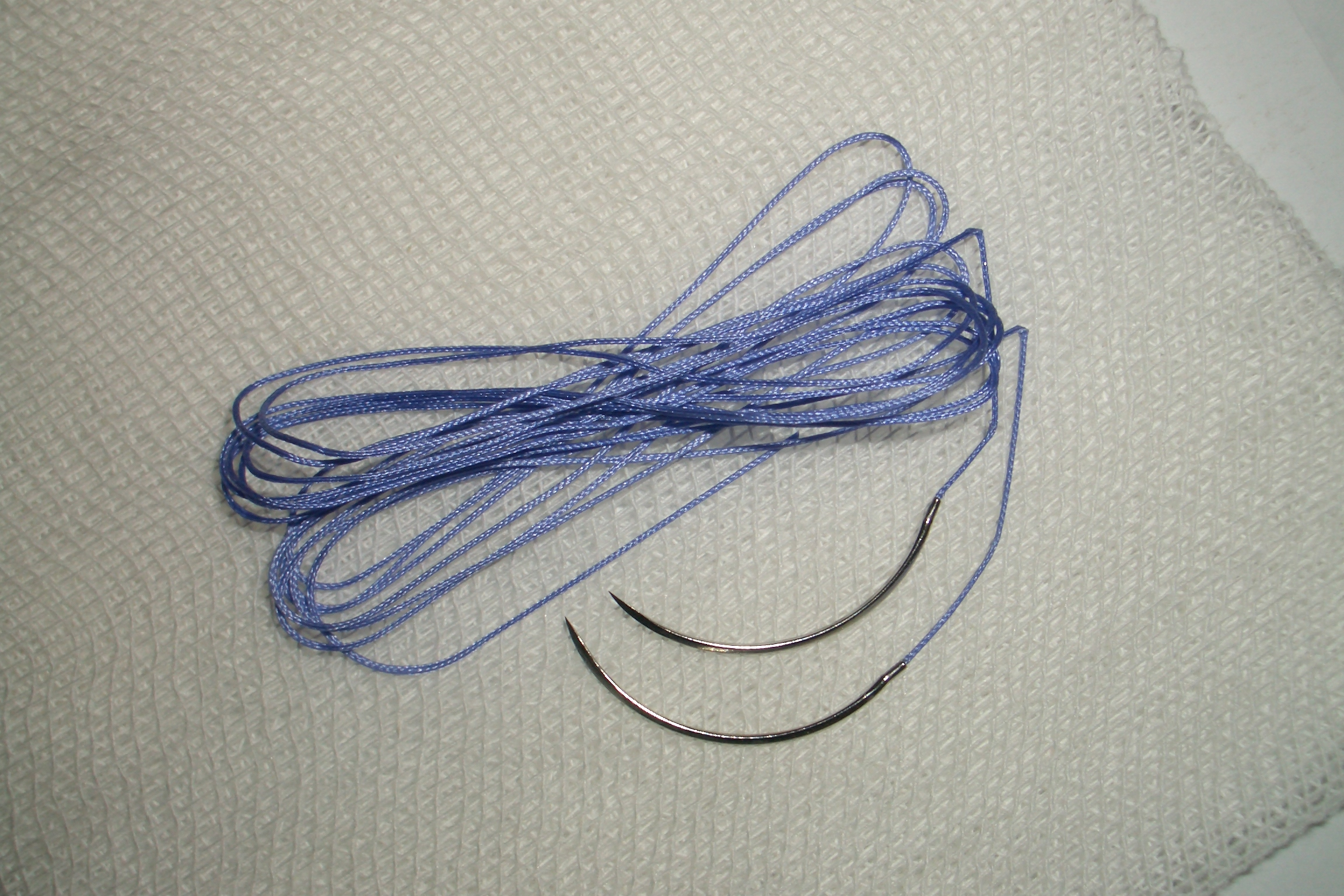
Suturas hechas de ácido poliglicólico. Estas suturas son absorbibles y con el tiempo serán degradadas por el cuerpo.

Los polímeros y biomateriales biodegradables también son de interés significativo para la regeneración e ingeniería de tejidos. La ingeniería de tejidos es la capacidad de regenerar tejido con la ayuda de materiales artificiales. La perfección de tales sistemas puede usarse para cultivar tejidos y células in vitro o utilizar un andamio biodegradable para construir nuevas estructuras y órganos in vitro. Para estos usos, obviamente se prefiere un armazón biodegradable, ya que reduce el riesgo de reacción inmunológica y el rechazo de un objeto extraño. Mientras que muchos de los sistemas más avanzados no están preparados para la terapéutica humana, hay una investigación positiva importante en estudios con animales. Por ejemplo, fue posible cultivar con éxito tejido de músculo liso de rata en un andamio de policaprolactona/polilactida. Una mayor investigación y desarrollo puede permitir que esta tecnología se utilice para el reemplazo de tejidos, soporte, o una mejora en los seres humanos. Uno de los objetivos últimos de la ingeniería de tejidos es la creación de órganos, como el riñón, de los constituyentes básicos. Se requiere un andamio para hacer que la entidad crezca en un órgano funcional, después de lo cual el andamio de polímero se degradará y se eliminará con seguridad del cuerpo. Existen informes sobre el uso del ácido poliglicólico y del ácido poliláctico en la ingeniería de tejido vascular para la reparación del corazón. El andamio se puede usar para ayudar a crear arterias y vasos no dañados.
Además de la ingeniería de tejidos, los polímeros biodegradables se están utilizando en aplicaciones ortopédicas como el reemplazo de huesos y articulaciones. Se ha utilizado una gran cantidad de polímeros no biodegradables para aplicaciones ortopédicas, incluyendo goma de silicona, polietileno, resinas acrílicas, poliuretano, polipropileno, y polimetilmetacrilato. El papel principal de muchos de estos polímeros era actuar como un cemento biocompatible en la fijación de prótesis y en la sustitución de las articulaciones. Se han desarrollado nuevos polímeros biodegradables sintéticos y naturales biológicamente compatibles; estos incluyen la poliglicolida, la polilactida, el polihidroxobutirato, el quitosano, el ácido hialurónico y los hidrogeles. En particular, el poli(2-hidroxietilmetacrilato), el poli(etilenglicol), el quitosano, y el ácido hialurónico se han utilizado ampliamente en la reparación de cartílagos, ligamentos y tendones. Por ejemplo, el poli(L-lactida) (PLA), se utiliza para hacer tornillos y dardos para la reparación de meniscos y se comercializa bajo el nombre de Clearfix Mensical Dart/Screw. El PLA es un polímero de degradación lenta y requiere tiempos mayores a los dos años para degradarse y ser absorbido por el cuerpo.

### Empaque y materiales

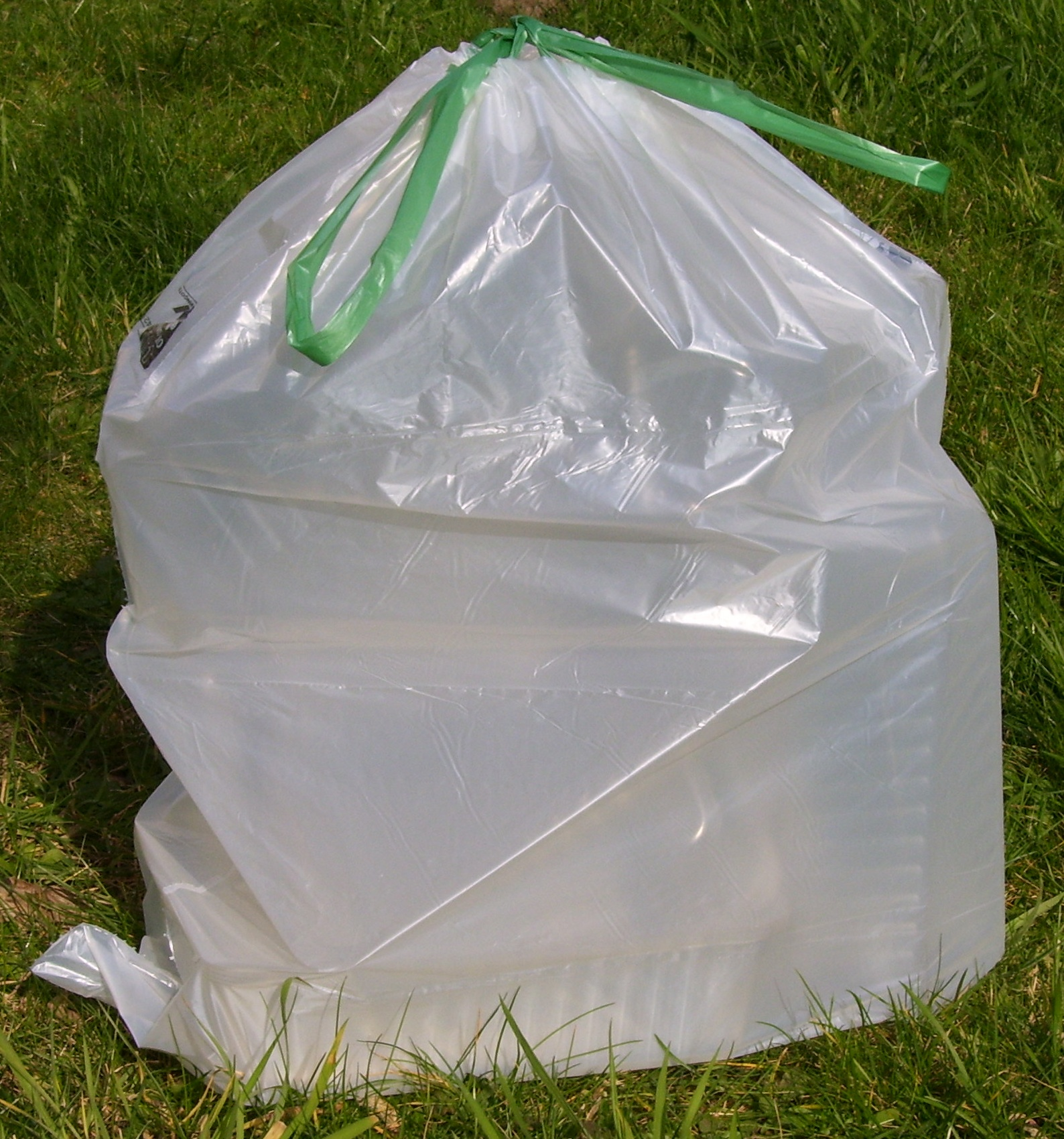
Una bolsa de basura hecha de una mezcla de poli(ácido láctico), comercializada bajo la marca Bio-Flex®

Además de la medicina, los polímeros biodegradables se utilizan a menudo para reducir el volumen de residuos en los materiales de empaque. También se hace un gran esfuerzo para reemplazar los materiales derivados de los productos petroquímicos, por aquellos que se pueden fabricar a partir de componentes biodegradables. Uno de los polímeros más comúnmente utilizados para el envasado es el ácido poliláctico, PLA. La producción del PLA tiene varias ventajas, la más importante es la capacidad para ajustar las propiedades físicas del polímero a través de métodos de procesamiento. El PLA se utiliza para una variedad de películas, envolturas y recipientes (incluyendo vasos y botellas). En 2002, la FDA dictaminó que el PLA era seguro de usarse en todos los envases de alimentos. La BASF comercializa un producto llamado ecovio®, que es una mezcla biológica del compostable y degradable copolímero ecoflex® certificado por la compañía y el PLA. Una aplicación para este material certificado compostable y bio-basado es en cualquier clase de películas plásticas tales como las bolsas de compras o las bolsas orgánicas para basura. El ecovio® también se puede utilizar en otras aplicaciones, como en los artículos termoformados y moldeados por inyección. Incluso se pueden producir con este versátil biopolímero los productos de recubrimiento de papel o de espuma de partículas.

## Ejemplos notables

### 2012 El Desafío Presidencial de la Química Verde

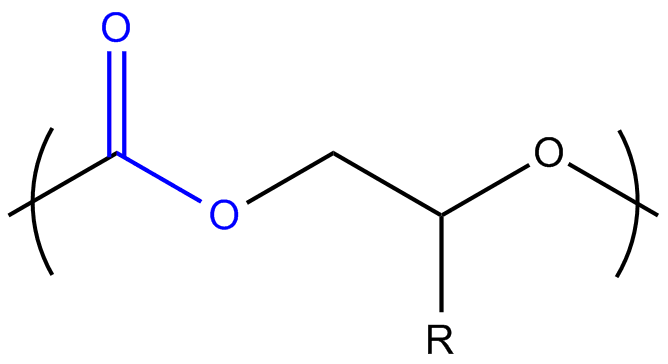
Dióxido de carbono utilizado directamente en una estructura de polímero.

Cada año se producen cientos de millones de toneladas de plásticos a partir del petróleo. La mayoría de estos plásticos permanecerán en vertederos durante los próximos años o contaminarán el medio ambiente, presentando riesgos significativos para la salud de los animales (ver Aplicaciones). Una solución a este enigma radica en los polímeros biodegradables. Estos polímeros tienen la clara ventaja que se descomponen con el tiempo. El Dr. Geoffrey Coates encabezó la investigación para crear catalizadores que no sólo pueden crear eficientemente estos polímeros biodegradables, sino que los polímeros también incorporan el gas contribuyente del efecto invernadero y del calentamiento global, CO2 y el productor del ozono terrestre ambientalmente presente, CO. Estos dos gases se producen o se pueden encontrar en altas concentraciones en desechos agrícolas, carbón y como subproductos en aplicaciones industriales. Los catalizadores no solamente utilizan estos gases que normalmente se desperdician, sino que también lo hacen de manera extremadamente eficiente con altos de números de recambio y frecuencias, además de una buena selectividad. Estos catalizadores han sido utilizados activamente por la Novomer Inc para fabricar policarbonatos que pueden reemplazar el actual revestimiento de bisfenol A (BPA) que se encuentra en muchos envases de alimentos y bebidas. El análisis de Novomer muestra que si se usan en todos los casos, estos revestimientos a base de polímeros biodegradables no sólo podrían usarse para separar, sino también para evitar la producción adicional de CO2 en cientos de millones de toneladas métricas en un solo año.